# Tifluadom
Tifluadom je benzodiazepinski derivat. Za razliku od većine benzodiazepina, tifluadom ne deluje kao GABAA agonist, nego je selektivni agonist κ-opioidnog receptora. Tifluadom je potentan analgetik i diuretik životinja. On je takođe sedativ i stimuliše apetit.
Dok tifluadom ima više efekata koji potencijalno mogu da nađu medicinsku primenu, kao što su analgezija i stimulacija apetita, on je κ-opioidni agonist i stoga je sklon ispoljavanju nepoželjnih nuspojava kod ljudi, kao što su disforija i halucinacije. Lekovi iz ove grupe se uglavnom koriste u naučnim istraživanjima. Njegovi disforični efekti su slični drugim agonistima κ-opioidnih receptora, npr. pentazocinu i Salvia divinorum.

## Spoljašnje veze
|  | Molimo Vas, obratite pažnju na važno upozorenje u vezi sa temama iz oblasti medicine (zdravlja). |